# سنگلان
سنگلان (به لاتین: Sanqalan) یک منطقهٔ مسکونی در جمهوری آذربایجان است که در شهرستان آغ‌سو واقع شده‌است.